# Le Réalisateur
Le Réalisateur est le premier épisode de l'émission de télévision québécoise Gros Plan (totalisant cinq épisodes), diffusé le 5 mars 1954 à la Télévision de Radio-Canada.

## Fiche technique
- Scénario : Eugène Cloutier
- Réalisation : Claude Désorcy et Robert Sarrazin
- Orchestre dirigé par : Morris C. Davis
- Chorégraphie : Marc Beaudet
- Décors : Maurice Côté

## Distribution
- Marthe Choquette
- Jean Dalmain
- Denis Drouin
- Robert Gadouas
- J.-Léo Gagnon
- Micheline Gérin
- Guy Hoffmann
- Pierre Lalonde
- Ginette Letondal
- Huguette Oligny

## Commentaire
Gros Plan est « une satire de la télévision. Eugène Cloutier y examinera chacun des aspects de ce médium. » Le deuxième épisode s'intitule La Vedette, et le cinquième épisode, Public, cher public. Les épisodes ont été diffusés toutes les trois semaines.